# Mehlingen
Mehlingen là một đô thị ở huyện Kaiserslautern, bang Rheinland-Pfalz, phía tây nước Đức. Đô thị Mehlingen có diện tích 21,92 km².